# Hugo Makibi Enomiya-Lassalle

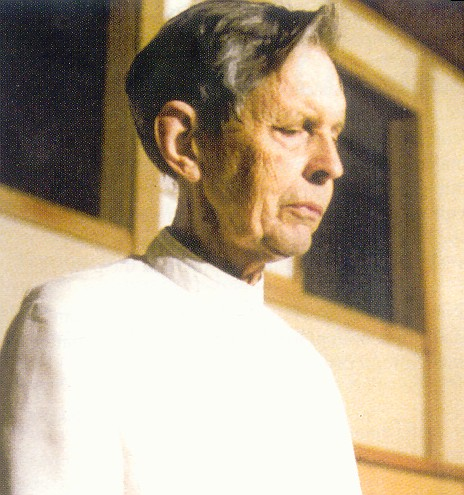
Hugo Makibi Enomiya-Lassalle

Hugo Makibi Enomiya-Lassalle SJ (* 11. November 1898 als Hugo Lassalle auf Gut Externbrock bei Nieheim/Westfalen; † 7. Juli 1990 in Münster/Westfalen) war ein deutsch-japanischer Jesuit, Zen-Meister und Autor. Lassalle kann als ein Wegbereiter der Verständigung zwischen Zen-Buddhismus und Christentum angesehen werden (Christlich-buddhistischer Dialog).

## Leben
Hugo Lassalle legte nach seiner Schulzeit von 1911 bis 1916 am Gymnasium Petrinum in Brilon 1917 die Kriegsreifeprüfung ab. Wegen einer Verwundung im Ersten Weltkrieg wurde Hugo Lassalle 1917 ins Lazarett von Brilon eingeliefert.
1919 trat er in das Noviziat der Jesuiten in ’s-Heerenberg in Holland ein und durchlief ab 1921 die damals scholastisch geprägte ordenstypische jesuitische Ausbildung in Philosophie und Theologie in Valkenburg. Nach seiner Priesterweihe am 28. August 1927 absolvierte er das Tertiat, in dem er u. a. in die christliche Mystik (Teresa von Ávila, Johannes vom Kreuz, Thomas von Kempen) eingeführt wurde.
1929 wurde Lassalle von Pater Willhelm Klein SJ in die Ostasienmission nach Japan geschickt, die durch soziales Engagement das Evangelium verkünden sollte. Neben seiner Tätigkeit als Verwalter des Jesuiten-Gebäudes der katholischen Sophia-Universität in Tokio setzte sich Lassalle deshalb auch durch Hilfswerke für soziale Belange ein und versuchte den Zen-Buddhismus als geistige Grundlage der japanischen Gesellschaft zu verstehen. 1935 wurde er Missionssuperior und Ordensoberer der Jesuiten in Japan.
1939, vor dem Zweiten Weltkrieg, siedelte er nach Hiroshima über, wo er über Begegnungen an der Bunrika-Hochschule (広島文理科大学, Hiroshima bunrika daigaku) dem Zen näher kam. Seit 1943 wurde er von Shimada im Zen unterrichtete. Den Atombombenangriff der Amerikaner auf Hiroshima am 6. August 1945 überlebte er, nur etwa 1,2 km vom Bodennullpunkt entfernt. Seine Erlebnisse werden in John Herseys Reportage Hiroshima aus Perspektive seines Ordensbruders Wilhelm Kleinsorge geschildert. Die Krise des Selbstverständnisses der Japaner nach dem verlorenen Krieg nahm Lassalle zum Anlass, demokratische Gesellschaftsstrukturen und die christlichen Ansätze verstärkt zu verbreiten. Ab 1947 versuchte er durch sein Engagement für die alte japanische Kultur die Menschen durch Buddha zu Christus zu führen, dazu hielt er gemeinsam mit Zen-Mönchen Vortragsreihen.

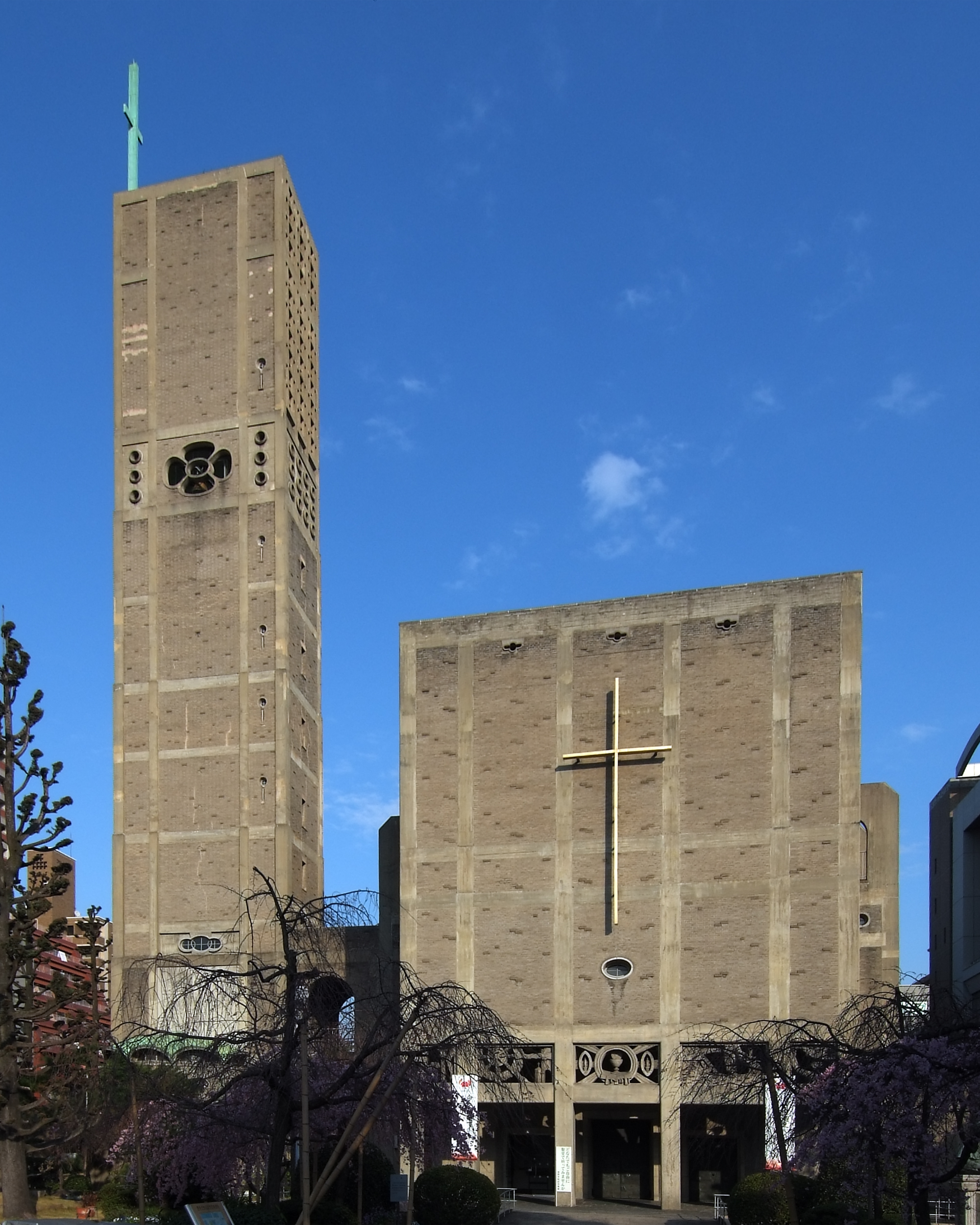
Weltfriedenskirche in Hiroshima

Unter dem Namen Makibi Enomiya (愛宮 真備) wurde er japanischer Staatsbürger. 1948 wurde er Generalvikar der Diözese Hiroshima. Am 6. August 1954 wurde die von ihm gebaute Weltfriedenskirche in Hiroshima eingeweiht. Wegen Streitigkeiten mit dem Bischof wurde er dort nicht Pfarrer, sondern Koordinator der Missionstätigkeiten im Gebiet um Hiroshima und versuchte in den folgenden Jahren weiter über die Zen-Erfahrung das Christentum zu verbreiten.
Lassalle erteilte 1962, ein Jahr nach dem Tod seines Zen-Meisters Harada Daiun (原田 大雲), im neuen Schulungszentrum zum ersten Mal Exerzitien in Kombination mit Zazen. Im selben Jahr sprach er auf dem Zweiten Vatikanischen Konzil in Rom über neue Formen von Seelsorge und Liturgie. Unter anderem seinem Vortrag verdankt sich die Konzilserklärung „Nostra aetate“. In dieser öffnet sich die katholische Kirche erstmals einem religiösen Pluralismus und einem Dialog bei gleichzeitiger Wahrung der eigenen Identität.
1977 gründete er das Meditationshaus Kloster Dietfurt. Es gilt als das älteste „christliche Zen-Kloster“ im deutschsprachigen Raum. Von Lassalle angeregt wurden u. a. Willigis Jäger, Niklaus Brantschen, Pia Gyger (Katharina-Werk) und Johannes Kopp.
Am 16. Oktober 1978 erhielt er als erster christlicher Amtsträger die offizielle Anerkennung Kenshō als Zen-Meister durch Yamada Kōun Roshi und er bekam den Namen 'Ai Un' (Wolke der Liebe).
Am 7. Juli 1990 starb Lassalle nach mehreren Operationen im westfälischen Münster, nachdem er krankheitsbedingt nach Deutschland zurückgekehrt war.

## Christentum und Zen
Seit 1929 war Lassalle für den Jesuiten-Orden in Japan als Missionar tätig. Er fühlte sich von der Kultur und Religion seines Gastlandes angezogen und fand bald zum Zen-Buddhismus. Seit 1943 übte er sich intensiv in der Zen-Praxis.
Immer wieder war sein Ansatz bei christlichen Theologen als Vermischung des Christentums mit als unvereinbar angesehenen Ansätzen des Buddhismus heftigst umstritten. Anders als bei anderen Vermittlern des Zen-Buddhismus im Westen (z. B. Daisetz Teitaro Suzuki), lag sein Schwerpunkt auf den Gemeinsamkeiten mit der christlichen Mystik. Diese sucht vornehmlich die mystische Erfahrung der unio mystica mit Gott. Mit seinem Doppelnamen Hugo-Makibi Enomiya-Lassalle unterstrich er zunächst den „doppelten Weg“ einer interreligiösen Begegnung. Mit zunehmendem Eindringen in die Zen-Praxis, dem Loslassen des Weltlichen und Materiellen und damit dem Zusammenfall der Gegensätze (Coincidentia oppositorum) fallen bei ihm auch Zen und Christentum zusammen, vgl. Zen-Meditation für Christen 1968. Die spirituelle Suche wird im Gleichnis des Hirten, der seinen verirrten Ochsen sucht, wiedergegeben. Auch und gerade in unwegsam scheinenden Landschaften (Asien aus europäischer Sicht) gelingt die Aufgabe (der Glaube), wenn sich der Suchende auf eine Aufgabe konzentriert und seine Sinne stärkt (Hufspuren und ferne Geräusche des Ochsen). Enomiya-Lassalle geht es in seinen Schriften und in seiner Praxis als Zen-Meister immer wieder um das zukünftige, sich bereits ankündigende Neue, um ein neues Denken, um einen neuen Menschen, vgl. Am Morgen einer besseren Welt 1984. Seine Hoffnungen setzte er dabei auf die Jugend, von der er glaubte, dass sie die Welt neu gestalten müsse – und würde.
Individuelles Bewusstsein des Einzelnen und kollektives Bewusstsein der Menschheit seien, seiner Meinung nach, in einem großen Veränderungsprozess befindlich. Das neu entstehende Bewusstsein werde ein mystisches, aperspektivisches (d. h. absolutes) und auf Erfahrung gründendes sein, vgl. Der Versenkungsweg 1992.
Das große Interesse der westlichen Menschen an Zen ist somit nicht nur die Folge der japanischen Vermittlung eines von der westlichen Philosophie geprägten „Neo-Zen“. Lassalles Schriften wurden dabei schnell Teil des Diskurses einerseits einer traditionellen europäischen Orientierung nach Fernost, andererseits einer spirituellen Sinnsuche der aufkommenden Hippie-Bewegung. Auch innerhalb christlicher Kreise wurde seine zunächst als Häresie von der Amtskirche verdammte Spiritualität populär. Die letzten Jahre seines Lebens waren geprägt von dem Versuch einer tieferen Durchdringung von Zen und Mystik in christlichen und außerchristlichen Erfahrungen und dem Bestreben, die Einheit des Weges als „christlichen Zen“ über Meditationskurse (u. a. in Deutschland) zu vermitteln, vgl. Erleuchtung ist erst der Anfang 1991. Mit Papst Franziskus, sowohl als Jesuit, als auch für sein Konzept des interreligiösen Friedeskonzeptes, erhält Lassalle offizielle Anerkennung.

## Werke
- Zen, Weg zur Erleuchtung. Hilfe zum Verständnis. Einführung in die Meditation. Herder, Wien 1960, ISBN 3-210-20115-3
- Zen-Meditation für Christen. Barth, Bern usw. 1968, ISBN 3-502-64396-2
- Meditation als Weg zur Gotteserfahrung. Eine Anleitung zum mystischen Gebet. Bachem, Köln 1972, ISBN 3-7616-0172-7
- Zazen und die Exerzitien des heiligen Ignatius. Einübung in das wahre Dasein. Bachem, Köln 1975, ISBN 3-7616-0265-0
- Wohin geht der Mensch? Benziger, Zürich 1981, ISBN 3-545-24061-4
- Am Morgen einer besseren Welt. Der Mensch im Durchbruch zu einem neuen Bewusstsein. Herder, Freiburg im Breisgau 1984.
- Zen und christliche Spiritualität (hrsg. v. Roland Ropers und Bogdan Snela), Kösel, München 1987, ISBN 3-466-20291-4
- Mein Weg zum Zen. Autobiographie. Kösel, München 1988, ISBN 3-466-20301-5
- Hiroshima. Von der Katastrophe zur Erneuerung. München 1989, ISBN 3-466-20312-0
- Zen und christliche Mystik. 3. Aufl. Aurum, Freiburg i.Br. 1986, ISBN 3-591-08236-8
- Erleuchtung ist erst der Anfang. Texte zum Nachdenken. (hrsg. v. Gerhard Wehr), Herder, Freiburg i.Br. 1991, ISBN 3-451-04048-4
- Der Versenkungsweg. Zen-Meditation und christliche Mystik. Herder, Freiburg i.Br. u. a. 1992, ISBN 3-451-04142-1
- Weisheit des Zen. Kösel-Verlag, München 1998, ISBN 3-466-20437-2
- Kraft aus dem Schweigen. Einübung in die Zen-Meditation. 6. Aufl. Patmos, Ostfildern 2012, ISBN 978-3-8436-0183-2